# Jun'ichi Watanabe
Jun'ichi Watanabe (渡辺 淳一?, Watanabe Jun'ichi; Tokyo, 20 maggio 1973) è un ex calciatore giapponese, di ruolo centrocampista.